# Public Ivy

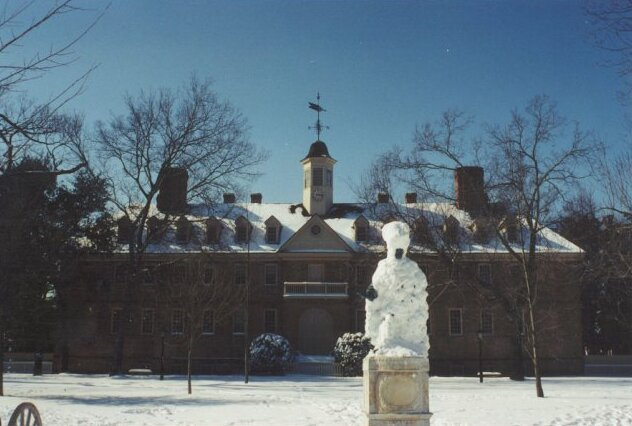
College of Wiliam and Mary, Williamsburg (Virginia), Estados Unidos

Public Ivy es un término coloquial para denominar una serie de universidades públicas prestigiosas de los Estados Unidos que brindan una experiencia similar a aquellas del Ivy League. La lista de instituciones consideradas como una "public ivy", ha pasado por varias revisiones a lo largo de los años. El término fue acuñado por primera vez por el oficial de admisiones de la Universidad de Yale Richard Moll, quién publicó Public Ivies: A guide to America's Best Public Undergraduate Colleges and Universities en 1985.

## Historia
El término apareció por primera vez en Public Ivies: A guide to America's Best Public Undergraduate Colleges and Universities publicado en 1985. El autor, Richard Moll, se graduó con una maestría de la Universidad de Yale en 1959 y se desempeñó como oficial de admisiones y director de admisiones en varias universidades de los Estados Unidos. Viajó por todo el país examinando instituciones de educación superior y seleccionó ocho que eran comparables a la Ivy League.
La metodología de clasificación original de Moll incluía factores como el rigor académico, la calidad del profesorado y el costo de la matrícula. Así como evaluaciones de las instalaciones del campus, los recursos disponibles, la antigüedad y las principales tradiciones culturales celebradas en cada institución.
También el Journal of Blacks in Higher Education ha caracterizado a estas universidades con: "... compiten con éxito con las universidades de la Ivy-League, tanto en términos académicos, como en lo que respecta a la atracción de docentes universitarios estrella como los mejores estudiantes de todas la razas."

### Lista original publicada en 1985
Moll listó en su libro (publicado en 1985) a las siguientes universidades en orden alfabético:
- College of William and Mary
- Universidad de California[7]
- Universidad de Míchigan
- Universidad de Carolina del Norte
- Universidad de Texas
- Universidad de Vermont
- Universidad de Virginia
- Universidad Miami (Ohio)

#### Otras contendientes
Como parte de la publicación inicial de 1985, Moll también seleccionó nueve universidades como "contendientes dignas":
- Universidad de Colorado en Boulder
- Instituto de Tecnología de Georgia (específicamente el campus ubicado en Atlanta)
- Universidad de Illinois
- New College of Florida (anteriormente New College of the University of South Florida, se convirtió en una parte independiente del Sistema Universitario Estatal de Florida en 2001)
- Universidad Estatal de Pensilvania (específicamente el campus ubicado en University Park)
- Universidad de Pittsburgh
- Universidad de Binghamton
- Universidad de Washington
- Universidad de Wisconsin-Madison

## Ampliación de la lista
Una publicación posterior de la conocida serie Greene's Guides (2001) amplió el término con las siguientes instituciones:
- Universidad de Binghamton
- Universidad de Indiana
- Universidad Estatal de Míchigan
- Universidad Estatal de Ohio
- Universidad Estatal de Pensilvania
- Universidad Rutgers
- Universidad de Arizona
- Universidad de Colorado en Boulder
- Universidad de Connecticut
- Universidad de Delaware
- Universidad de Florida
- Universidad de Georgia
- Universidad de Illinois
- Universidad de Iowa
- Universidad de Maryland
- Universidad de Minnesota
- Universidad de Washington
- Universidad de Wisconsin